# Amira Gezow
Amira Gezow (hebräisch אמירה גזוב; geboren als Charlotte Siesel am 20. Mai 1929 in Coesfeld; gestorben am 26. Dezember 2020 in Israel) war eine deutschstämmige Jüdin, die mit ihrer Familie während des Krieges nach Frankreich deportiert wurde und die Lager Gurs und Rivesaltes überlebte. Sie ist später nach Israel ausgewandert.

## Leben
Amira Gezow wurde als Charlotte Siesel in Coesfeld bei Münster geboren. Aufgewachsen ist sie mit ihrer Schwester und den Eltern in Dortmund – die Familie war gut situiert. Nach der Machtergreifung zog die Familie 1933 nach Mannheim. Am 22. Oktober 1940 wurde sie während der Wagner-Bürckel-Aktion nach Frankreich deportiert. Amira Gezow gelang aber schließlich die Flucht in die Schweiz, wo sie sich mit der zionistischen Jugendorganisation Hashomer Hatzair für die Auswanderung nach Palästina vorbereitete. Nach Ende des Krieges reiste sie ins damalige britische Mandatsgebiet Palästina aus. Dort hat sie sich ein neues Leben aufgebaut und lebte bis zu ihrem Tod 2020 im Kibbuz Eilon im Norden Israels.
Amira Gezow gab seit den 1980er Jahren Interviews als Zeitzeugin, in Deutschland wurde ihr Schicksal vielfach porträtiert, in Mannheim wurde ein Stolperstein zur Erinnerung an sie verlegt sowie am 29. Mai 2022 ein Symposium veranstaltet. Zu einem 1:42 Stunden dauernden Zeitzeugenbericht gibt es auf der Bildungsplattform „Papierblatt“ eine umfangreiche Aufgabensammlung und Unterrichtsentwürfe. Für das Holocaust-Gedenkprojekt „Gegen das Vergessen“ wurde sie von Luigi Toscano fotografiert.